# The Bronze Bride
The Bronze Bride é um filme de drama mudo estadunidense de 1917 dirigido por Henry MacRae e estrelado por Claire McDowell, Frank Mayo e Edward Clark.

## Elenco
- Claire McDowell como A-Che-Chee
- Frank Mayo como Harvey Ogden
- Edward Clark como  William Ogden
- Charles Hill Mailes como Joe Dubois
- Eddie Polo como Pena Branca
- Harry Archer como Lince Negro
- Winter Hall como Sr. Carter
- Betty Schade como Sua Filha
- Frankie Lee como Filho de A-Che-Chee